# Blue Earth (Minnesota)
Pour les articles homonymes, voir Blue Earth.
La ville de Blue Earth est le siège du comté de Faribault, dans l’État du Minnesota, aux États-Unis. Sa population s’élevait à 3 353 habitants lors du recensement de 2010, estimée à 3 133 habitants en 2018.

## Démographie
| Groupe            | Blue Earth | Minnesota | États-Unis |
| ----------------- | ---------- | --------- | ---------- |
| Blancs            | 96,0       | 85,3      | 72,4       |
| Autres            | 2,1        | 2,0       | 6,4        |
| Métis             | 0,9        | 2,4       | 2,9        |
| Amérindiens       | 0,6        | 1,1       | 0,9        |
| Afro-Américains   | 0,2        | 5,2       | 12,6       |
| Asiatiques        | 0,2        | 4,0       | 4,8        |
| Total             | 100        | 100       | 100        |
|                   |            |           |            |
| Latino-Américains | 7,0        | 4,7       | 16,7       |

Selon l'American Community Survey, pour la période 2011-2015, 92,55 % de la population âgée de plus de 5 ans déclare parler anglais à la maison, alors que 7,22 % déclare parler l'espagnol et 0,22 % une langue africaine.